# Самораскрытие
Самораскрытие — процесс коммуникации, в котором человек раскрывает информацию о себе кому-либо. Информация может быть описательной или оценочной, может включать в себя мысли, чувства, цели, неудачи, успехи, страхи и мечты, как и свои симпатию, антипатию, привязанность.
Теория социального проникновения утверждает о двух измерениях самораскрытия: ширине и глубине. Оба являются решающими в развитии личных отношений. Диапазон тем в диалоге называется шириной раскрытия. Степень интимности информации называется глубиной раскрытия. В начале общения ширина раскрытия раскрывается легче благодаря более доступным темам; она состоит из внешних слоёв личности и повседневной жизни, занятий и увлечений. Глубину сложнее достичь, она включает в себя болезненные воспоминания и черты, которые мы не желаем раскрывать при людях. Мы раскрываем себя до конца и говорим о больших темах с супругами и любимыми.
Самораскрытие — важная часть интимных отношений, которая не может быть достигнута без него. Взаимное и соответствующее самораскрытие ожидаются. Самораскрытие может быть доступно с помощью анализа затрат и вознаграждений, которые могут быть дополнительно разъяснены теорией социального обмена. Больший объём самораскрытия происходит в начале раскрытия отношений, но самое интимное раскрытие появляется позже.

## В интимных отношениях

### Теория социального проникновения
Теория социального проникновения утверждает, что развитие отношений близко связано с систематическими изменениями в общении. Отношения в основном начинаются с обмена поверхностной информацией и постепенно становятся более значительными предложениями. В порядке развития более глубоких отношений партнёры должны увеличивать ширину и глубину беседы. Ширина включает в себя количество тем для разговора, а глубина включает в себя личное значение этих бесед.
Психологи Ирвин Олтмэн и Дэлмас Тейлор используют клин, чтобы наглядно объяснить теорию. В таком случае, начало отношений представляется узким и мелким клином, потому что лишь некоторые темы затрагиваются. Однако общение продолжается, и клин становится шире и глубже, затрагивая большие темы. Клин должен проехать через три «уровня», чтобы интимность общения развилась. Во-первых, это поверхностная «болтовня», когда собеседники делятся небольшой информацией о себе. Следующий уровень интимный, с увеличивающейся шириной и глубиной, более личными деталями. Третий уровень самый интимный, где раскрывается самая личная информация.
Интимные отношения развиваются, только если оба партнёра участвуют во взаимном раскрытии. Отношения не будут развиваться, если один из собеседников продолжает выдавать поверхностную информацию. Взаимность должна быть постепенной и соответствовать интимности раскрытия партнёра. Слишком быстрое, слишком близкое раскрытие создаёт дисбаланс в отношениях, который может причинять дискомфорт. Последовательный процесс разнится от отношений к отношениям, может зависеть от партнёра, с которым человек общается.

### Взаимность и интимные отношения
Взаимность — это позитивный ответ от персоны, с которой делятся информацией, при этом человек, получивший раскрытие, раскрывает себя в ответ. Самораскрытие обычно влияет на то, захотят ли два человека снова взаимодействовать. Исследование показало, что когда один человек рассказывает о себе, собеседник более расположен к самораскрытию. Процесс начинается с передачи личной информации от одного партнёра к другому. В ответ собеседник расскажет что-нибудь по содержанию первого раскрытия, передав степень понимания и доверия сказанному.
Исследование обнаружило, что люди, рассматривающие себя хорошо раскрытыми, скорее всего, будут лучше выявлять раскрытие от тех, с кем они взаимодействуют. Три теории описывают взаимность: гипотеза социального притяжения-доверия, теория социального обмена и правило взаимного обмена. В гипотезе социального притяжения-доверия говорится, что люди раскрывают друг другу, потому что считают, что тот, кто им раскрылся, любит и доверяет им. Теория социального обмена объясняет, что люди пытаются поддерживать равенство в самораскрытии, потому что дисбаланс в этом делает их неудобными. Третье объяснение, норма взаимности, утверждает, что взаимное раскрытие является социальной нормой, и нарушение этого причиняет человеку дискомфорт.
Существует два типа взаимности: обратная взаимность и расширенная взаимность. Поворот — это когда партнёры немедленно раскрывают друг друга и расширяются, когда раскрытие информации происходит в течение определённого периода времени, когда один из партнёров может быть единственным, кто раскрывает, а другой просто слушает. Показано, что те, кто в свою очередь принимают взаимность, больше похожи на своих партнёров по взаимодействию, чем те, кто участвует в расширенной взаимности. Также показано, что приём партнёров также кажется более близким и похожим друг на друга, а другой компании больше, чем расширенные пары. Это можно объяснить гипотезой социальной привлекательности-доверия, потому что партнёры воспринимают раскрывателя как привлекательного и доверяют им, потому что они раскрывают личную информацию. Те, кто участвует в расширенной взаимности, зависят от теории социального обмена и нормы взаимности, которая может объяснить более низкую степень симпатии. Поскольку расширенные взаимные ограничения ограничивают взаимное раскрытие информации, это создаёт дисбаланс в раскрытии, который нарушает обе эти теории. Тем не менее, люди обычно сообщают, что они сами раскрывают больше, чем другой партнёр. Это называется воспринимаемой взаимностью партнёров, и это важно для процесса самораскрытия при развитии отношений.